# Paula Kleinmann

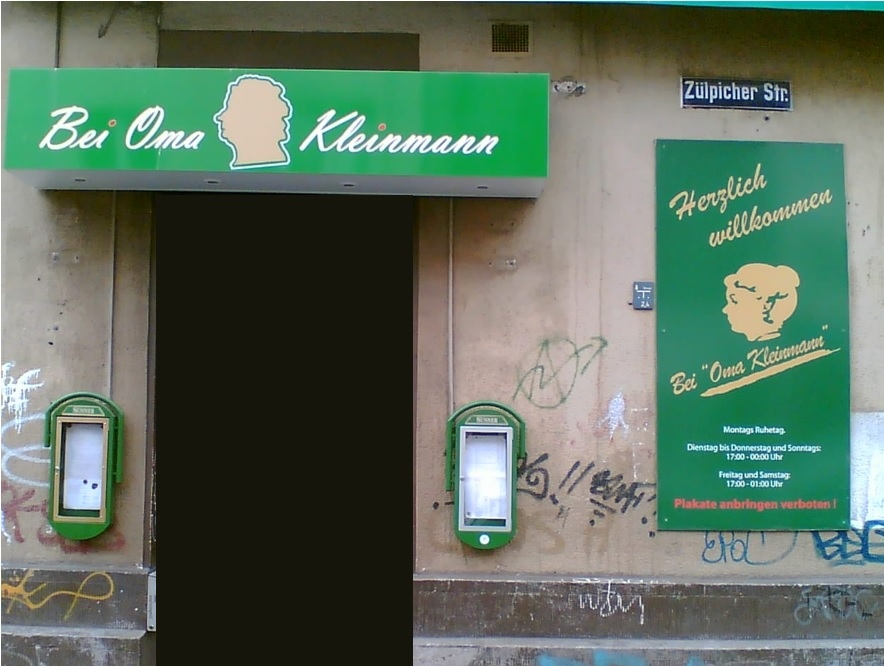
„Bei Oma Kleinmann“
in der Zülpicher Straße (Köln) (2014)

Paula Kleinmann, genannt Oma Kleinmann, (* 27. August 1914 in Ostinghausen als Paula Wienold; † 29. November 2009 in Köln) war eine deutsche Gastwirtin mit Kultstatus in Köln.
1941 kam die gebürtige Westfälin und gelernte Köchin Paula Kleinmann nach Köln. Dort eröffnete sie 1949 mit ihrem zweiten Mann Willi Kleinmann das Lokal „Der Goldene Krug“ auf der Zülpicher Straße im Kölner „Kwartier Latäng“. Durch die Nähe zur Universität zu Köln entwickelte sich die Gaststätte zu einem beliebten Treff für Studenten, Prominente und Nachbarn. Die Wirtin wurde zu einer lokalen Berühmtheit und galt als „Inbegriff der kölsch-katholischen Westfälin“.
1979 trat Kleinmann in der WDR-Sendung Kölner Treff auf und wurde dadurch bundesweit bekannt. 1999 wurde das Lokal offiziell „Bei Oma Kleinmann“ getauft, nachdem es jahrzehntelang schon im Volksmund so genannt worden war. 2001 erhielt sie aus der Hand von Alfred Biolek den Gastro-Award für ihr Lebenswerk. Bis wenige Wochen vor ihrem Tod schälte Paula Kleinmann noch die Kartoffeln für die Gaststätte, die sie inzwischen verpachtet hatte. Sie starb 2009 im Alter von 95 Jahren und wurde in der Familiengrabstätte auf dem Kölner Westfriedhof beigesetzt.
Am 31. August 2015 wurde posthum in Köln das neue Straßenschild für den Paula-Kleinmann-Weg enthüllt. Der Weg, der die Luxemburger mit der Zülpicher Straße in Höhe der Zentralmensa der Universität verbindet, hieß bis dahin Stauderstraße nach dem Ärztefunktionär Alfons Stauder. Er führt am Grüngürtel vorbei und wird hauptsächlich von Studenten auf dem Weg zur Universität genutzt.